# 因什默里島
因什默里島是蘇格蘭的島嶼，位於洛蒙德湖，面積1.20平方公里，是英倫諸島中最大的淡水湖島嶼，最高點海拔高度89米，該島在公元7世紀建有修道院。

## 外部連結
- http://www.inchmurrin-lochlomond.com/（页面存档备份，存于） - official website
- https://web.archive.org/web/20090710015304/http://lochlomond-islands.com/
- article which mentions it

56°03′N 4°36′W / 56.050°N 4.600°W